# Greatest Hits (Craig David)
Greatest Hits è la prima raccolta dei maggiori successi del cantante R&B britannico Craig David, pubblicato nel 2008 per la Warner Music/Sire Records. Ne sono state pubblicate due versioni:la prima standard contenente quindici brani tratti dagli album Born to Do It, Slicker Than Your Average, The Story Goes... e Trust Me.
la seconda "deluxe" contenente un CD con 19 tracce ed un DVD con i video musicali del cantante.

## Tracce

### Edizione Standard
1. Fill Me In
2. 7 Days
3. Rise & Fall (Featuring Sting)
4. Insomnia
5. What's Your Flava?
6. Walking Away
7. Where's Your Love? (Featuring Tinchy Stryder)
8. You Don't Miss Your Water ('Til the Well Runs Dry)
9. All The Way
10. Just My Imagination
11. Don't Love You No More (I'm Sorry)
12. 6 Of 1 Thing
13. Hidden Agenda
14. Rewind
15. Hot Stuff (Let's Dance)

### Edizione Deluxe
CD
1. Fill Me In - 4:16
2. 7 Days - 3:54
3. Rise & Fall (Featuring Sting) - 4:47
4. Insomnia - 3:25
5. What's Your Flava? - 3:34
6. Walking Away - 3:31
7. Where's Your Love? (Featuring Tinchy Stryder) - 3:35
8. You Don't Miss Your Water ('Til The Well Runs Dry) - 5:20
9. Rendezvous - 4:37
10. Spanish - 5:03
11. All The Way - 3:55
12. My First Love
13. World Filled With Love - 3:44
14. Don't Love You No More (I'm Sorry) - 4:04
15. 6 Of 1 Thing - 3:47
16. Hidden Agenda - 4:12
17. This Is The Girl - 4:11
18. Rewind - 5:32
19. Hot Stuff (Let's Dance) - 3:39

DVD
1. Fill Me In
2. 7 Days
3. Walking Away
4. What's Your Flava?
5. Rise & Fall (Featuring Sting)
6. All The Way
7. Don't Love You No More (I'm Sorry)
8. This Is The Girl
9. Hot Stuff (Let's Dance)
10. Where's Your Love? (Featuring Tinchy Stryder & Rita Ora)

### Edizione Deluxe (Italia)
CD
1. Fill Me In - 4:16
2. 7 Days - 3:54
3. Rise & Fall (Featuring Sting) - 4:47
4. Insomnia - 3:25
5. What's Your Flava? - 3:34
6. Walking Away - 3:31
7. Where's Your Love? (Featuring Tinchy Stryder) - 3:35
8. You Don't Miss Your Water ('Til The Well Runs Dry) - 5:20
9. Rendezvous - 4:37
10. Spanish - 5:03
11. All The Way - 3:55
12. Just My Imagination
13. World Filled With Love - 3:44
14. Don't Love You No More (I'm Sorry) - 4:04
15. 6 Of 1 Thing - 3:47
16. Hidden Agenda - 4:12
17. Rewind - 5:32
18. Hot Stuff (Let's Dance) - 3:39
19. Walking Away (Featuring Nek)

DVD
1. Fill Me In
2. 7 Days
3. Walking Away
4. What's Your Flava?
5. Rise & Fall (Featuring Sting)
6. All The Way
7. Don't Love You No More (I'm Sorry)
8. This Is The Girl (With Kano)
9. Hot Stuff (Let's Dance)
10. Where's Your Love? (Featuring Tinchy Stryder)

## Classifiche
| Paese             | Posizione più alta |
| ----------------- | ------------------ |
| Belgio (Fiandre)  | 8                  |
| Belgio (Vallonia) | 28                 |
| Italia            | 45                 |
| Regno Unito       | 28                 |
| Spagna            | 28                 |